# Catherine Deneuve
Catherine Deneuve (tiếng Pháp /katʁin dəˈnœv/), sinh ngày 22.10.1943 là nữ diễn viên điện ảnh và truyền hình Pháp, đã đoạt giải César 2 lần, được đề cử cho Giải Oscar và Giải BAFTA.

## Thời niên thiếu
Deneuve có tên khai sinh là Catherine Fabienne Dorléac, sinh tại Paris, là con gái thứ ba trong số 4 người con gái của diễn viên kịch và điện ảnh Pháp Maurice Dorléac và nữ diễn viên Renée Deneuve.
Deneuve có 3 chị em gái: Danielle Dorléac (sinh năm 1937), nữ diễn viên Françoise Dorléac (sinh năm 1942, chết trong tai nạn xe hơi ngày 26.6.1967) và Sylvie Dorléac (sinh năm 1946).

## Sự nghiệp điện ảnh
Deneuve bắt đầu sự nghiệp điện ảnh lúc 13 tuổi, trong một vai nhỏ ở phim Les Collégiennes (1956), do Roger Vadim đạo diễn. Vai diễn đột phá của bà là trong phim Les Parapluies de Cherbourg của Jacques Demy. Sự đột ngột trở thành ngôi sao của bà dẫn tới các vai diễn sáng chói trong các phim Repulsion (1965) của Roman Polanski và Belle de Jour (1967) của Luis Buñuel. Chính trong các phim này, lần đầu tiên bà đã thể hiện các vai thiếu nữ nguyên mẫu của mình. Năm 1967, bà xuất hiện trong phim ca nhạc Les Demoiselles de Rochefort của Jacques Demy, cùng với chị gái, Françoise Dorléac.
Deneuve hoạt động tích cực trong các phim châu Âu trong thập niên 1960 và 1970, và hạn chế xuất hiện trong các phim Mỹ The April Fools (1969) và Hustle (1975). Các vai chính của bà trong thời gian này trong các phim như Tristana (1970, lại với Buñuel) và A Slightly Pregnant Man (1973, đối đầu Marcello Mastrioanni). Trong thập niên 1980, các phim của Deneuve gồm có Le Dernier métro (1980) của François Truffaut', (trong đó bà đoạt một giải César cho nữ diễn viên chính xuất sắc nhất) và The Hunger (1983) của Tony Scott (trong vai ma cà rồng ái nam con gái, cùng đóng vai chính với David Bowie và Susan Sarandon, một vai mang lại cho bà một nhóm người nữ đồng tính luyến ái và người thô lỗ ủng hộ đáng kể).
Đầu thập niên 1990, Deneuve thu được nhiều sự ca ngợi quốc tế cho các diễn xuất trong nhiều phim, trong đó có phim Indochine (Đông Dương) (1992) (phim này bà đoạt thêm một Giải César cho nữ diễn viên chính xuất sắc nhất và được đề cử cho Giải Oscar cho nữ diễn viên chính xuất sắc nhất); và 2 phim của André Téchiné: Ma saison préférée (1993) và Les Voleurs (1995). Năm 1994 bà là phó chủ tịch Ban giám khảo Liên hoan phim Cannes. Năm 1996, Deneuve đã bày tỏ lòng kính trọng đạo diễn đã đưa nàng lên cương vị ngôi sao bằng việc xuất hiện trong phim tài liệu L'Univers de Jacques Demy. Năm 1998, bà lại được hoan nghênh và đoạt Cúp Volpi tại Liên hoan phim Venezia cho diễn xuất trong phim Place Vendôme. Cuối thập niên 1990 Deneuve tiếp tục làm việc đều đặn, và năm 1999 xuất hiện trong 5 phim: Est-Ouest, Le temps retrouvé, Pola X, Belle-maman và Le vent de la nuit.
Năm 2000, Deneuve diễn xuất trong phim Dancer in the Dark (2000) của Lars von Trier song song với nữ ca sĩ người Iceland Björk. Phim này là đề tài cho việc xem xét bình luận đáng kể và đã được bầu chọn đoạt Giải Cành cọ vàng tại Liên hoan phim Cannes. Năm 2002, bà cùng đoạt chung Giải Gấu bạc cho Toàn bộ các diễn viên xuất sắc của phim "8 Women" tại Liên hoan phim quốc tế Berlin. Năm 2005, Deneuve xuất bản quyển nhật ký A l'ombre de moi-meme ("Trong bóng của chính tôi", xuất bản bằng tiếng Anh dưới nhan đề Close Up and Personal: The Private Diaries of Catherine Deneuve); trong đó bà viết về các kinh nghiệm của mình khi đóng các phim Indochine và Dancer in the Dark. Năm 2006, Deneuve đứng đầu Ban giám khảo Liên hoan phim Venezia. Deneuve vẫn tiếp tục làm việc đều đặn, mỗi năm đóng ít nhất 2 hoặc 3 phim.

## Nghề nghiệp khác

### Làm người mẫu
Deneuve được coi như nguồn cảm hứng cho nhà thiết kế trang phục Yves Saint Laurent'; ông ta đã thiết kế trang phục cho bà trong các phim Belle de Jour, La Chamade, La Sirène du Mississippi, Liza và The Hunger.
Deneuve cũng là bộ mặt của hãng nước hoa Chanel No. 5 trong thập niên 1970 và đã tạo ra việc bán vô số nước hoa này ở Hoa Kỳ, đến nỗi báo chí Mỹ, bị quyến rũ bởi vẻ duyên dáng của bà, đã đề cử bà là phụ nữ lịch thiệp nhất thế giới.
Hình ảnh của bà đã được sử dụng để đại diện cho Marianne, biểu tượng quốc gia của Cộng hòa Pháp, từ năm 1985 tới năm 1989. Năm 1992, Deneuve trở thành người mẫu cho mặt hàng chăm sóc da của hãng mỹ phẩm Yves Saint Laurent. Năm 2001, bà được chọn là bộ mặt mới của hãng mỹ phẩm L'Oréal Paris.
Năm 2006, Deneuve trở thành người gợi cảm hứng thứ ba cho loạt M•A•C Beauty Icon. Deneuve và hãng Make-up Art Cosmetics hợp tác chặt chẽ trong bộ sưu tập màu và đã sẵn sàng để bán ở các ở các địa điểm của hãng M•A•C trên khắp thế giới trong tháng 2 năm 2006.
Cuối năm 2007, Deneuve bắt đầu xuất hiện trên các quảng cáo túi đựng hành lý mới của hãng Louis Vuitton.

### Kinh doanh
Năm 1986, Deneuve đưa ra loại nước hoa do chính bà sản xuất Deneuve. Bà cũng thiết kế ly thủy tinh, giày dép, đồ nữ trang và thiệp chúc mừng.

## Việc từ thiện
- Deneuve được đề cử làm Đại sứ thiện chí UNESCO cho việc bảo vệ di sản phim năm 1994. Ngày 12.11.2003, bà từ chức để phản đối việc đề cử nhà kinh doanh Pháp Pierre Falcone làm đại diện ở Angola, điều đó cho phép ông ta thoát khỏi sự điều tra và truy tố về việc buôn bán vũ khí bất hợp pháp.[7]
- Deneuve đòi các quyền thuộc về bà khi đại diện Marianne phải được trao cho tổ chức Ân xá Quốc tế.[8]
- Louis Vuitton đã tặng tiền cho quỹ The Climate Project, do Al Gore đứng đầu, nhân danh Deneuve.[9]
- Deneuve cũng tham gia các tổ chức Children Action, Children of Africa, Orphelins Roumains và Phóng viên không biên giới.[10]
- Douleur sans frontiers - Cuối năm 2003, Deneuve thu một chương trình truyền thanh thương mại, khuyến khích quyên góp để chống lại sự đau đớn trên toàn cầu, đặc biệt là các nạn nhân của mìn.[11]
- Handicap International - Giữa tháng 7 năm 2005, Deneuve cho mượn giọng cho thông điệp thương mại truyền thanh, TV và điện ảnh, lên án việc sử dụng BASM (bom chùm).[12][13]
- Voix de femmes pour la démocratie (‘’Tiếng nói của phụ nữ ủng hộ dân chủ’’) - Deneuve đọc bản văn "Le petit garçon," của Jean-Lou Dabadie, trên đĩa CD mang tên "Voix de femmes pour la démocratie." Đĩa CD này được bán lấy tiền dùng vào lợi ích của các nữ nạn nhân chiến tranh và trào lưu chính thống đấu tranh cho dân chủ.[14]
- Deneuve cũng tham dự nhiều việc từ thiện trong dấu tranh chống bệnh AIDS và bệnh ung thư.[11]

## Chính trị
- Năm 1971, Deneuve ký tên trong Manifesto of the 343 (Manifeste des 343 salopes, Manifest of the 343 bitches). Bản tuyên ngôn này là sự gia nhập của các người ký tên đã thực hiện các việc phá thai bất hợp pháp, và do đó, tự phơi mình ra để chịu hình phạt của luật pháp.[15] Bản nguyên ngôn này được đăng trên báo Le Nouvel Observateur ngày 5.4.1971. Cùng năm, nữ luật sư Gisèle Halimi thành lập nhóm Choisir ("Chọn lựa"), để bảo vệ các phụ nữ đã ký tên vào Bản tuyên ngôn 343.
- Deneuve tham gia chương trình Ân xá Quốc tế nhằm đòi hủy bỏ án tử hình.
- Năm 2001, Deneuve gửi một thỉnh nguyện thư do nhóm người ở Pháp tổ chức gọi là "Together Against the death penalty," tới Đại sứ quán Mỹ ở Paris.[16]
- Tháng 4 năm 2007, Deneuve ký một thỉnh nguyện thư trên Internet phản đối việc đối xử ghét phụ nữ của nữ ứng cử viên tổng thống Pháp của đảng xã hội Ségolène Royal. Trên 8.000 đàn ông và phụ nữ Pháp đã ký thỉnh nguyện thư này, trong đó có nữ diễn viên Jeanne Moreau.[17]

## Đời tư
Deneuve nói lưu loát các tiếng Pháp, tiếng Ý, tiếng Anh và ít lưu loát tiếng Đức. Hoạt động trong giờ rảnh rỗi và niềm say mê của bà là vẽ, làm vườn, chụp hình, đọc sách, nghe nhạc, xem phim, thời trang, cổ vật và trang trí.
Deneuve kết hôn với nhà chụp hình David Bailey từ năm 1965 tới năm 1972. Hai người ly dị năm 1972 nhưng vẫn là bạn của nhau. Bà có quan hệ với đạo diễn Roger Vadim, đạo diễn François Truffaut, nam diễn viên Marcello Mastroianni, và nhà tư bản Pierre Lescure của Canal+.
Deneuve có hai người con: nam diễn viên Christian Vadim, với Roger Vadim, và nữ diễn viên Chiara Mastroianni, với Marcello Mastroianni.

## Các phim đã tham gia
| Năm  | Phim                                                                                            | Vai diễn                             | Ghi chú                                        |
| ---- | ----------------------------------------------------------------------------------------------- | ------------------------------------ | ---------------------------------------------- |
| 1957 | Les Collégiennes (The Twilight Girls)                                                           | N/A                                  | Ghi trên phim là Catherine/Sylvie Dorléac      |
| 1960 | L'Homme à femmes (Murder by Two)                                                                | Catherine                            |                                                |
| 1960 | Les portes claquent (The Door Slams)                                                            | Dany                                 |                                                |
| 1962 | Et satan conduit le bal (And Satan Calls the Turns)                                             | Manuelle                             |                                                |
| 1962 | Les Parisiennes (Tales of Paris)                                                                | Sophie                               | Phân đoạn: "Sophie"                            |
| 1962 | Dossier 1413 (Secret File 1413)                                                                 | N/A                                  |                                                |
| 1963 | Le vice et la vertu (Vice and Virtue)                                                           | Justine Morand                       |                                                |
| 1963 | Vacances portugaises (Portuguese Vacation)                                                      | Catherine                            |                                                |
| 1964 | La Costanza della ragione                                                                       | Lori                                 |                                                |
| 1964 | Les Parapluies de Cherbourg (The Umbrellas of Cherbourg)                                        | Geneviève Emery                      |                                                |
| 1964 | Les plus belles escroqueries du monde (The World's Most Beautiful Swindlers)                    | Swindler                             | Phân đoạn: "L'homme qui vendit la Tour Eiffel" |
| 1964 | La Chasse à l'homme (Male Hunt)                                                                 | Denise                               |                                                |
| 1964 | Un monsieur de compagnie (Male Companion)                                                       | Isabelle                             |                                                |
| 1965 | Repulsion                                                                                       | Carole Ledoux                        |                                                |
| 1965 | Les Petits chats (Wild Roots of Love)                                                           | N/A                                  |                                                |
| 1965 | Das Liebeskarussell (The Daisy Chain)                                                           | Angela Claasen                       |                                                |
| 1965 | La Chant du monde (Song of the World)                                                           | Clara                                |                                                |
| 1966 | La Vie de château (A Matter of Resistance)                                                      | Marie                                |                                                |
| 1966 | Les Créatures (The Creatures)                                                                   | Mylène                               |                                                |
| 1967 | Les Demoiselles de Rochefort (The Young Girls of Rochefort)                                     | Delphine Garnier                     |                                                |
| 1967 | Belle de jour (Beauty of the Day)                                                               | Séverine Serizy a.k.a. Belle de Jour |                                                |
| 1968 | Benjamin (The Diary of an Innocent Boy)                                                         | Anne                                 |                                                |
| 1968 | La Chamade (Heartbeat)                                                                          | Lucile                               |                                                |
| 1968 | Manon 70                                                                                        | Manon                                |                                                |
| 1968 | Mayerling                                                                                       | Maria Vetsera                        |                                                |
| 1969 | The April Fools                                                                                 | Catherine Gunther                    |                                                |
| 1969 | La Sirène du Mississippi (Mississippi Mermaid)                                                  | Julie Roussel/Marion Vergano         |                                                |
| 1969 | Tout peut arriver (Don't Be Blue)                                                               | Người được phỏng vấn                 |                                                |
| 1970 | Tristana                                                                                        | Tristana                             |                                                |
| 1970 | Peau d'Âne (Donkey Skin)                                                                        | La princesse/Peau d'âne              |                                                |
| 1971 | Ca n'arrive qu'aux autres (It Only Happens to Others)                                           | Catherine                            |                                                |
| 1972 | Liza                                                                                            | Liza                                 |                                                |
| 1972 | Un flic (A Cop)                                                                                 | Cathy                                |                                                |
| 1973 | L'Evènement le plus important depuis que l'homme a marché sur la lune (A Slightly Pregnant Man) | Irène de Fontenoy                    |                                                |
| 1974 | Touche pas à la femme blanche (Don't Touch the White Woman!)                                    | Marie-Hélène de Boismonfrais         |                                                |
| 1974 | Fatti di gente perbene (Drama of the Rich)                                                      | Linda Murri                          |                                                |
| 1974 | La Femme aux bottes rouges (The Woman with Red Boots)                                           | Françoise LeRoi                      |                                                |
| 1975 | Zig zig (Zig-Zag)                                                                               | Marie                                |                                                |
| 1975 | L'Agression (Act of Aggression)                                                                 | Sarah                                |                                                |
| 1975 | Le Sauvage (The Savage)                                                                         | Nelly                                |                                                |
| 1975 | Hustle                                                                                          | Nicole Britton                       |                                                |
| 1976 | Si c'était à refaire (If I Had to Do It All Over Again)                                         | Catherine Berger                     |                                                |
| 1977 | Anima persa (Lost Soul)                                                                         | Sofia Stolz                          |                                                |
| 1977 | March or Die                                                                                    | Simone Picard                        |                                                |
| 1977 | Casotto (Beach House)                                                                           | Donna del sogno                      |                                                |
| 1978 | L'Argent des autres (Other People's Money)                                                      | Cécile Rainier                       |                                                |
| 1979 | Ecoute voir... (See Here My Love)                                                               | Claude Alphand                       |                                                |
| 1979 | Ils sont grands, ces petits (When I Was a Kid, I Didn't Dare)                                   | Louise Mouchin                       |                                                |
| 1979 | À nous deux (Us Two)                                                                            | Françoise                            |                                                |
| 1979 | Courage fuyons (Courage - Let's Run)                                                            | Eva                                  |                                                |
| 1980 | Le Dernier métro (The Last Metro)                                                               | Marion Steiner                       |                                                |
| 1980 | Je vous aime (I Love You All)                                                                   | Alice                                |                                                |
| 1981 | Le Choix des armes (Choice of Arms)                                                             | Nicole Durieux                       |                                                |
| 1981 | Hôtel des Amériques (Hotel of the Americas)                                                     | Hélène                               |                                                |
| 1982 | Le Choc (The Shock)                                                                             | Claire                               |                                                |
| 1983 | L'Africain (The African)                                                                        | Charlotte                            |                                                |
| 1983 | The Hunger                                                                                      | Miriam Blaylock                      |                                                |
| 1984 | Le Bon plaisir                                                                                  | Claire Després                       |                                                |
| 1984 | Fort Saganne                                                                                    | Louise                               |                                                |
| 1984 | Paroles et musique (Love Songs)                                                                 | Margaux                              |                                                |
| 1986 | Speriamo che sia femmina (Let's Hope It's a Girl)                                               | Claudia                              |                                                |
| 1986 | Le lieu du crime (Scene of the Crime)                                                           | Lili Ravenel                         |                                                |
| 1987 | Agent trouble                                                                                   | Amanda Weber                         |                                                |
| 1988 | Fréquence meurtre (Frequent Death)                                                              | Jeanne Quester                       |                                                |
| 1988 | Drôle d'endroit pour une rencontre (Strange Place for an Encounter)                             | France                               |                                                |
| 1991 | La Reine blanche                                                                                | Liliane Ripoche                      |                                                |
| 1992 | Indochine (Indochina)                                                                           | Eliane                               |                                                |
| 1993 | Ma saison préférée (My Favorite Season)                                                         | Emilie                               |                                                |
| 1994 | La Partie d'échecs (The Chess Game)                                                             | Marquise                             |                                                |
| 1995 | Les Cent et une nuits de Simon Cinéma (A Hundred and One Nights)                                | La star-fantasme                     |                                                |
| 1995 | O Convento (The Convent)                                                                        | Hélène                               |                                                |
| 1996 | Les Voleurs (The Thieves)                                                                       | Marie Leblanc                        |                                                |
| 1996 | Court toujours: L'inconnu                                                                       | Marianne                             | Phim truyền hình                               |
| 1997 | Généalogies d'un crime (Genealogies of a Crime)                                                 | Jeanne/Solange                       |                                                |
| 1997 | Sans titre                                                                                      | N/A                                  |                                                |
| 1998 | Place Vendôme                                                                                   | Marianne Malivert                    |                                                |
| 1999 | Le Vent de la nuit (The Wind of the Night)                                                      | Hélène                               |                                                |
| 1999 | Belle maman (Beautiful Mother)                                                                  | Léa                                  |                                                |
| 1999 | Pola X                                                                                          | Marie                                |                                                |
| 1999 | Le Temps retrouvé (Time Regained)                                                               | Odette de Crecy                      |                                                |
| 1999 | Est-Ouest (East-West)                                                                           | Gabrielle Develay                    |                                                |
| 2000 | Dancer In The Dark                                                                              | Kathy                                |                                                |
| 2001 | Je rentre à la maison (I'm Going Home)                                                          | Marguerite                           |                                                |
| 2001 | Absolument fabuleux (Absolutely Fabulous)                                                       | Une spectatrice du défilé            |                                                |
| 2001 | The Musketeer                                                                                   | The Queen                            |                                                |
| 2001 | Le Petit poucet (Tom Thumb)                                                                     | La reine                             |                                                |
| 2002 | 8 femmes (8 Women)                                                                              | Gaby                                 |                                                |
| 2002 | Au plus près du paradis (Nearest to Heaven)                                                     | Fanette                              |                                                |
| 2003 | Les Liaisons dangereuses (The Dangerous Liaisons)                                               | Marquise Isabelle de Merteuil        | TV mini-series                                 |
| 2003 | Um Filme Falado (A Talking Picture)                                                             | Delfina                              |                                                |
| 2004 | Princesse Marie                                                                                 | Marie Bonaparte                      | Phim truyền hình                               |
| 2004 | Rois et reine (Kings and Queen)                                                                 | Mme Vasset                           |                                                |
| 2004 | Les Temps qui changent (Changing Times)                                                         | Cécile                               |                                                |
| 2005 | Palais royal!                                                                                   | Eugénia                              |                                                |
| 2006 | Le Concile de Pierre (The Stone Council)                                                        | Sybille Weber                        |                                                |
| 2006 | Nip/Tuck                                                                                        | Diana Lubey                          | Sê-ri TV (1 tập, phát sóng lần đầu 21/11/2006) |
| 2006 | Le Héros de la famille (The Family Hero)                                                        | Alice Mirmont                        |                                                |
| 2007 | Après lui (After Him)                                                                           | Camille                              |                                                |
| 2007 | Persepolis                                                                                      | Mrs. Satrapi, Marjane's mother       | Giọng nói                                      |
| 2007 | Frühstück mit einer Unbekannten (Breakfast With a Stranger)                                     | Elegante Dame                        | Phim truyền hình                               |
| 2008 | Un conte de Noël                                                                                | Junon                                |                                                |
| 2008 | Je veux voir (I Want to See)                                                                    | Vai chính mình                       |                                                |
| 2008 | Mes stars et moi                                                                                | Solange Duvivier                     | (My Stars)                                     |
| 2009 | La Fille du RER                                                                                 | Louise                               | (The Girl on the Train)                        |
| 2009 | Cyprien                                                                                         | Vivianne Wagner                      |                                                |
| 2009 | Bancs publics (Versailles rive droite)                                                          | La cliente armoire                   | (Park Benches)                                 |
| 2009 | Mères et filles                                                                                 | Martine                              | (Hidden Diary)                                 |
| 2010 | Potiche                                                                                         | Suzanne Pujol                        |                                                |
| 2010 | L'homme qui voulait vivre sa vie                                                                | Anne                                 | (The Big Picture)                              |
| 2011 | Les Yeux de sa mère                                                                             | Lena Weber                           | (His Mother's Eyes)                            |
| 2011 | Les Bien-aimés                                                                                  | Madeleine                            | (The Beloved)                                  |
| 2012 | Astérix et Obélix: Au service de sa Majesté                                                     | Cordelia la reine d'Angleterre       | Giai đoạn hậu kỳ                               |
| 2012 | As Linhas de Torres                                                                             | Severina                             | Giai đoạn hậu kỳ                               |

## Discography
- Souviens Toi De M'oublier (1983)

## Giải thưởng

### Giải César cho nữ diễn viên chính xuất sắc nhất
- 1981 - Le Dernier métro
- 1993 - Indochine

### Các giải khác
- 1981 - Giải David di Donatello, (Nữ diễn nước ngoài xuất sắc nhất) - Le Dernier métro
- 1993 - Women in Film Crystal Awards, (Giải thưởng quốc tế)
- 1995 - Liên hoan phim quốc tế San Sebastián, (Giải thành tựu suốt đời Donostia)
- 1997 - Liên hoan phim quốc tế Moskva, (St. George bạc) - (Cống hiến cho điện ảnh thế giới)
- 1998 - Liên hoan phim Venezia, (Cúp Volpi, Nữ diễn viên xuất sắc nhất) - Place Vendôme
- 1998 - Liên hoan phim quốc tế Berlin, (Giải Gấu vàng danh dự)
- 2000 - Liên hoan phim Art, (Actor's Mission Award)
- 2001 - Giải Bambi, (Phim - Quốc tế)
- 2002 - Liên hoan phim quốc tế Berlin, (Giải Gấu bạc) - 8 Women, chung với toàn bộ diễn viên
- 2002 - Giải Phim châu Âu, (Nữ diễn viên chính xuất sắc nhất) - 8 Women, chung với toàn bộ diễn viên
- 2005 - "Giải Cành cọ vàng danh dự" Liên hoan phim Cannes
- 2006 - Liên hoan phim quốc tế Bangkok, (Golden Kinnaree Career Achievement Award)
- 2008 - "Giải đặc biệt của Ban giám khảo Liên hoan phim Cannes thứ 61" Giải đặc biệt cho Liên hoan phim Cannes thứ 61 (với Clint Eastwood)

## Các đề cử
- Giải César cho nữ diễn viên chính xuất sắc nhất
  - 1976 - Le Sauvage
  - 1982 - Hôtel des Amériques
  - 1988 - Agent trouble
  - 1989 - Drôle d'endroit pour une rencontre
  - 1994 - Ma saison préférée
  - 1997 - Les Voleurs
  - 1999 - Place Vendôme
- Giải César cho nữ diễn viên phụ xuất sắc nhất
  - 2006 - Palais Royal!
- Giải Oscar cho nữ diễn viên chính xuất sắc nhất
  - 1992 - Indochine
- Giải BAFTA cho nữ diễn viên chính xuất sắc nhất
  - 1967 - Belle de Jour